# Vụ ám sát Đại vương công Franz Ferdinand
Vụ ám sát Franz Ferdinand của Áo, người kế thừa lâm thời cho ngai vàng Áo-Hung, và vợ, Sophie, Nữ công tước Hohenberg, xảy ra ngày 28 tháng 6 năm 1914 tại Sarajevo khi hai người bị bắn bởi Gavrilo Princip. Princip là một trong số sáu sát thủ gồm Muhamed Mehmedbašić, Vaso Čubrilović, Nedeljko Čabrinović, Cvjetko Popović và Trifko Grabež (lần lượt là một người Bosniak và năm người Serb) chỉ đạo bởi Danilo Ilić, một người Serb Bosnia và thành viên của hội bí mật Bàn tay đen. Mục tiêu chính trị của vụ ám sát này là giải phóng các tỉnh người Slav phía nam để sáp nhập thành Nam Tư. Động cơ của những kẻ chủ mưu cũng tương tự với những phong trào mà sau này gọi là Thanh niên Bosnia. Vụ ám sát đã trực tiếp dẫn đến Chiến tranh thế giới thứ nhất khi mà Austria-Hungary đưa ra tối hậu thư cho Vương quốc Serbia và bị bác bỏ một phần. Áo-Hung sau đó tuyên chiến với Serbia, châm ngòi cho một loạt xung đột giữa hầu hết các quốc gia châu Âu bấy giờ.
Âm mưu ám sát được tổ chức bởi Trưởng ban Tình báo Quân đội Serbia Dragutin Dimitrijević với sự giúp đỡ của Thiếu tá Vojislav Tankosić và nhân viên tình báo người Serbia Rade Malobabić. Tankosić trang bị bom cùng súng lục cho những tên sát thủ, huấn luyện và cho họ quyền tiếp cận mạng lưới điệp vụ cùng các nhà an toàn bí mật được Malobabić dùng để đưa vũ khí và gián điệp vào Áo-Hung.
Băng sát thủ, các thành viên chủ chốt của mạng lưới bí mật, và những kẻ chủ mưu trong quân đội Serbia còn sống đều bị bắt giam, xét xử, kết án và trừng phạt. Những người bị bắt ở Bosnia bị xét xử tại Sarajevo vào tháng 10 năm 1914. Những người khác bị bắt và xét xử trước một tòa án Serbia tại Mặt trận Salonika thuộc Pháp năm 1916–1917 vì những tội danh sai lệch không liên quan; Serbia xử tử ba trong số những kẻ chủ mưu trong quân đội. Hầu hết những thông tin về sự việc đều đến từ hai cuộc xét xử này và những bằng chứng liên quan. Sau khi Nam Tư tan rã, ảnh hưởng của Princip được xem xét lại và ý kiến của công chúng về anh nhìn chung phụ thuộc vào sắc tộc.

## Bối cảnh
Theo Hiệp ước Berlin năm 1878, Áo-Hung được phép chiếm đóng và cai quản Vilayet Bosnia của Ottoman, trong khi Đế quốc Ottoman giữ chủ quyền chính thức. Cũng theo hiệp ước này, các đại cường quốc (Áo-Hung, Vương quốc Anh, Pháp, Đế quốc Đức, Đế quốc Nga và Ý) chính thức công nhận Công quốc Serbia là một quốc gia độc lập, và bốn năm sau sẽ trở thành một đế quốc dưới sự cai trị của Hoàng tử Milan IV Obrenović hay Vua Milan I của Serbia. Trong thời gian này, các vua của Serbia, tất cả đều thuộc Vương tộc Obrenović vốn có quan hệ thân thiết với Áo-Hung, hài lòng với biên giới mà hiệp ước đã đặt ra.
Điều này thay đổi vào tháng 5 năm 1903, khi mà các sĩ quan Serbia, dẫn đầu bởi Dragutin Dimitrijević, xông vào Cung điện Hoàng gia Serbia. Sau khi chiến đấu ác liệt trong bóng tối, những kẻ tấn công bắt giữ Tướng Laza Petrović, người đứng đầu Vệ binh Cung điện, và ép ông tiết lộ nơi ẩn náu của Vua Alexander I Obrenović cùng vợ là Hoàng hậu Draga. Cuối cùng, vị vua bị bắn ba mươi lần còn hoàng hậu bị bắn mười tám lần. MacKenzie viết rằng "thi thể hoàng tộc bị lột hết quần áo rồi chém tơi tả". Những kẻ tấn công ném xác của Vua Alexander và Hoàng hậu Draga khỏi cửa sổ cung điện, chấm dứt mọi nỗ lực phản công của những người trung thành". Tướng Petrović sau đó bị giết khi Vojislav Tankosić tổ chức thảm sát những anh em của Hoàng hậu Draga. Những kẻ chủ mưu đưa Peter I của Vương tộc Karađorđević lên cầm quyền.
Chế độ mới đề cao chủ nghĩa dân tộc hơn, thân với Nga và ít thân với Áo-Hung hơn. Trong thập niên tiếp theo, khi Serbia xây dựng lực lượng và dần chiếm lại vị thế đế quốc thể kỷ 14 của mình, tranh chấp giữa Serbia và láng giềng nổ ra, bao gồm tranh chấp hải quan với Áo-Hung đầu năm 1906 (thường gọi là "Chiến tranh Lợn"); khủng hoảng Bosnia năm 1908–1909, trong đó Serbia phản đối việc Áo-Hung sáp nhập Bosnia-Herzegovina (Serbia phải chấp nhận mà không được chi trả vào tháng 3 năm 1909); và hai cuộc chiến tranh Balkan năm 1912–1913 với Serbia giành Macedonia và Kosovo từ Đế quốc Ottoman và đánh đuổi Bulgaria.
Những thắng lợi quân sự và sự giận dữ của Serbia đối với việc Áo-Hung sáp nhập Bosnia-Herzegovina đã khích lệ những người theo chủ nghĩa dân tộc Serbia và người Serb ở Áo-Hung vốn bị áp bức, trong đó có hội chủ nghĩa dân tộc Serbia Narodna Odbrana, thành lập tại Belgrade ngày 8 tháng 10 năm 1908 theo chỉ dẫn của Milovan Milovanović. Dưới lớp đậy hoạt động văn hóa, tổ chức đặt mục tiêu gây hiềm khích giữa người Serb ở Áo-Hung với triều đại Habsburg. Trong 5 năm trước 1914, những sát thủ đơn lẻ – phần lớn là công dân Serb của Áo-Hung – thực hiện một số vụ ám sát bất thành các viên chức Áo-Hung tại Croatia và Bosnia-Herzegovina. Tại Bosnia-Herzegovina, một phong trào cách mạng địa phương nở rộ với tên gọi Thanh niên Bosnia, với mục đích là sự tan rã của đế quốc Áo-Hung.
Ngày 3 tháng 6 năm 1910, Bogdan Žerajić, thành viên của phong trào Thanh niên Bosnia, ám sát thống đốc Áo của Bosnia-Herzegovina, Tướng Marijan Varešanin. Žerajić là một người Serb Chính thống giáo 22 tuổi từ Nevesinje, Herzegovina, và từng theo học tại Khoa Luật của Đại học Zagreb và thường xuyên đến Belgrade. Žerajić bắn Varešanin năm phát rồi ghim một viên đạn cuối cùng vào đầu mình đã trở thành nguồn cảm hứng cho những sát thủ tương lai, bao gồm Princip và đồng phạm Čabrinović. Princip nói "Žerajić là hình mẫu đầu tiên của tôi. Khi mười bảy tuổi tôi dành cả đêm ở mộ anh, nghĩ về tình cảnh khốn khổ của ta rồi nghĩ về anh. Ở đó tôi đã quyết định sớm muộn gì cũng sẽ gây ra một vụ bất bình".
Tháng 5 năm 1911, hội kín Bàn tay đen được thành lập với mục tiêu xây dựng một Đại Serbia bằng "hoạt động khủng bố", gồm những thành viên chủ chốt của Narodna Odbrana, bao gồm Dimitrijević và Tankosić. Tại Bosnia-Herzegovina, mạng lưới của cả Bàn tay đen và Narodna Odbrana xâm nhập vào những phong trào cách mạng địa phương như Thanh niên Bosnia.
Năm 1913, Hoàng đế Franz Joseph ra lệnh Thái tử Franz Ferdinand theo dõi các cuộc diễn tập quân sự dự kiến diễn ra ở Bosnia tháng 6 năm 1914. Kết thúc diễn tập, Ferdinand và vợ dự lên kế hoạch tham quan Sarajevo và khánh thành một bảo tàng quốc gia mới ở đó. Theo lời kể của người con trai cả, Công tước Maximilian, Nữ công tức Sophie đi theo chồng vì lo sợ cho sự an toàn của ông.
Mặc dù thuộc giới quý tộc, Sophie không thuộc gia đình vương giả, do đó cô chỉ có thể cưới người kế thừa nhà Habsburg qua quý tiện kết hôn. Hoàng đế Franz Joseph đồng ý hôn nhân của hai người với điều kiện con họ sẽ không bao giờ kế vị. Kỷ niệm ngày cưới lần thứ 14 của cả hai rơi vào ngày 28 tháng 6. Sử gia A. J. P. Taylor nhận xét:
[Sophie] sẽ không bao giờ có được chức vị [của Franz Ferdinand]... không bao giờ có được hào quang của ông, không bao giờ được ngồi cạnh ông trước công chúng. Có một lỗ hổng... vợ ông có thể được công nhận chức vị trong lúc ông tham gia hoạt động quân sự. Do đó, năm 1914, ông quyết định thị sát quân đội ở Bosnia. Ở đó, tại thủ đô Sarajevo, Thái tử cùng vợ có thể ngồi bên nhau trên chiếc xe ngựa mở... Có thể nói, vì tình yêu mà Thái tử đã đi đến cái chết của mình.

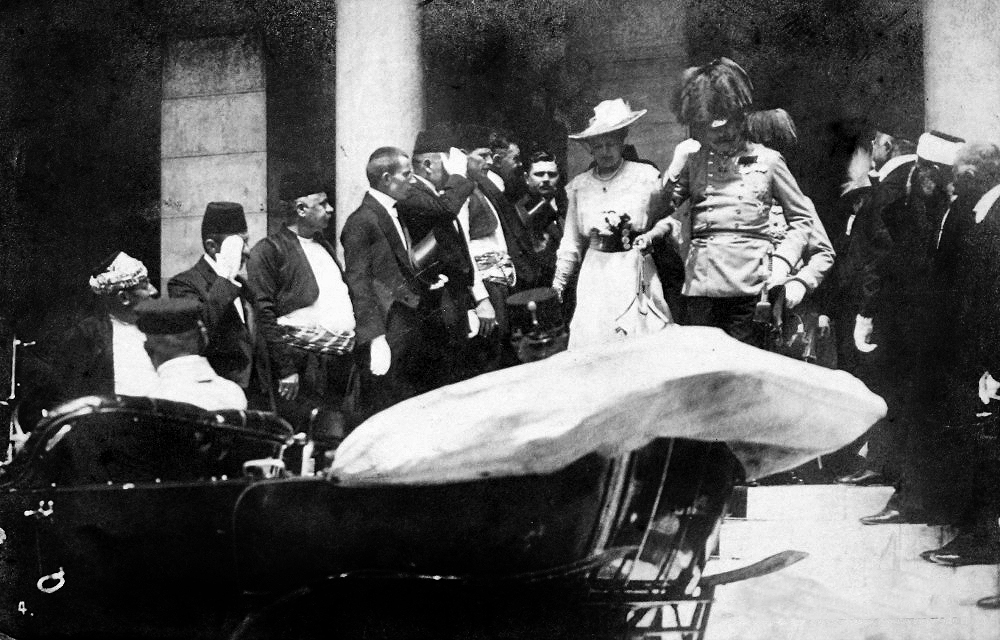
Ảnh chụp Thái tử cùng vợ đi ra từ Tòa thị chính Sarajevo để lên xe, vài phút trước vụ ám sát

Franz Ferdinand ủng hộ thiết chặt chế độ liên bang và được cho là mong muốn chế độ tam bang, trong đó Áo-Hung hợp nhất những vùng đất Slavic trong đế quốc thành một nước thứ ba. Một vương quốc Slav có khả năng ngăn chặn mong muốn khôi phục lãnh thổ Serb, khiến Franz Ferdinand bị coi là mối đe dọa với những người này. Princip sau này nói trước tòa rằng một trong những động cơ của anh là ngăn chặn kế hoạch cải tổ của Franz Ferdinand.
Ngày diễn ra vụ ám sát, 28 tháng 6 (15 tháng 6 trong lịch Julius), là lễ hội Thánh Vitus. Tại Serbia, ngày này được gọi là Vidovdan và ăn mừng chiến thắng Kosovo trước đế quốc Ottoman năm 1389, trong đó Hoàng đế Ottoman bị một lính Serb giết khi ở trong lều. Princip, Čabrinović và những hội viên của Thanh niên Bosnia lấy cảm hứng từ vị anh hùng Miloš Obilić, tái hiện Huyền thoại Kosovo. Čabrinović đặc biệt đắm chìm đến huyền thoại này, tự coi mình như một người anh hùng Kosovo, còn Princip thì thuộc toàn bộ Vòng hoa núi của Petar II Petrović-Njegoš, một trong những tác phẩm nổi tiếng nhất thi ca Nam Slav, khắc họa lý tưởng anh hùng và tinh thần quả cảm của huyền thoại Kosovo.

## Diễn biến

Bản đồ nơi xảy ra vụ ám sát

Sáng ngày 28 tháng 6 năm 1914, Franz Ferdinand đến Sarajevo, thủ phủ của tỉnh Bosnia bằng xe lửa bất chấp tất cả những lời cảnh báo về một âm mưu ám sát ông do những người chủ nghĩa dân tộc cực đoan thực hiện. Ông vẫn giữ nguyên chuyến đi này vì ông là tướng thanh tra của lực lượng quân đội Áo-Hung nên cần phải có mặt tại buổi tập trận trên núi Sarajevo đồng thời có dịp giới thiệu vợ ông, bà Sophia Hatek, đến với đông đảo công chúng.

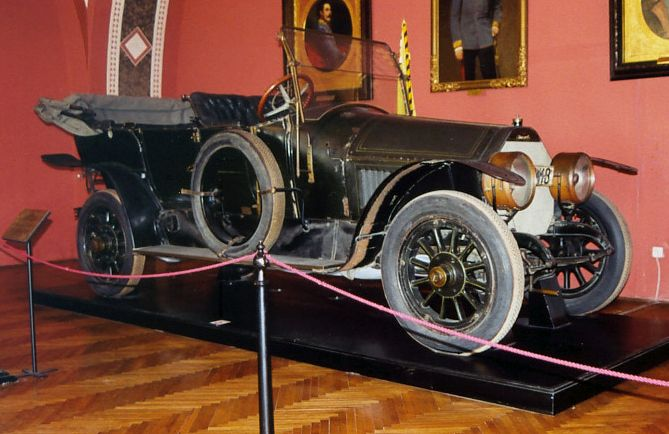
Gräf & Stift, chiếc xe chở Franz Ferdinand khi ông bị ám sát

9 giờ 45 sáng, cặp vợ chồng Ferdinand bước ra khỏi nhà ga và được tỉnh trưởng ở đây là Oscar Potiorek, một người Slovenia nghênh đón. Một đoàn xe hộ tống 6 chiếc đã chờ đợi sẵn để đưa họ đến phòng khánh tiết ở dinh tỉnh trưởng. Cả hai ngồi trên một chiếc xe mui trần để tỏ thái độ gần gũi với dân chúng nhưng lại tạo thời cơ cho những người muốn ám sát họ. Trong ngày định mệnh này, thái tử mặc bộ quân phục màu xanh lam pha đen cùng những ngù lông màu xanh lục trên mũ chào mào còn Vương phi mặc bộ áo váy bằng lụa trắng cùng chiếc mũ màu trắng bạc. Lễ duyệt binh diễn ra rất tốt đẹp dọc theo một phố hẹp Appele Ki bên cạnh dòng sông, hai bên đường treo đầy chân dung của cặp vợ chồng.

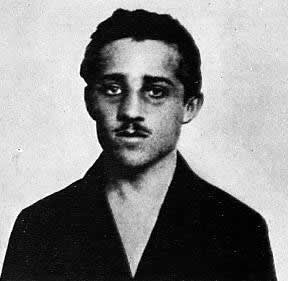
Gavrilo Princip, người bắn chết thái tử Franz Ferdinand

Trong lúc đó, 6 thành viên cuồng tín của Tổ chức Bàn tay đen đang đứng lẫn trong dòng người đi dọc theo đoàn xe, chuẩn bị sẵn vũ khí và bom. Đúng 10 giờ khi đoàn xe chạy qua cầu, từ đám đông một thanh niên xông ra ném bom vào phía xe thái tử. Trái bom rơi đúng vào nóc xe, lăn xuống vỉa hè rồi rơi vào bánh trước và nổ tung. Thái tử ngay lập tức ra lệnh cho đoàn xe dừng lại và cử hai người trong tùy tùng đoàn đi thăm hỏi những người bị nạn. Tổng cộng có 22 người bị thương trong đó có 2 viên quan hộ tống. Tuy vậy thái tử vẫn tiếp tục ra lệnh cho xe đi tiếp. Vương phi bất ngờ phát hiện cổ bà bị một mảnh bom bắn vào tuy nhiên bà lại không thấy có cảm giác. Thái tử vô cùng tức giận và vội vàng dẹp bỏ cuộc đón tiếp và ra lệnh đến quân y viện gần nhất nhưng vương phi vẫn kiên quyết đi tiếp cùng chồng và ngồi hàng ghế sau cùng với thái tử. Chiếc xe phóng nhanh dọc theo phố Apple Ki và bắt đầu rẽ về bên phải hướng về phía ngôi thánh đường. Người lái xe phanh gấp để kịp quay mũi xe (do xe thời trước không có số lùi). Bất ngờ từ trong đám đông một thanh niên tóc sẫm màu rút súng bắn vào xe. Viên cảnh sát đứng cạnh xông vào bắt kẻ sát nhân nhưng đồng bọn của hắn đã đánh mạnh vào đầu gối ông. Người thanh niên không ai ngăn cản bước gần tới xe và bắn thêm một viên nữa trước khi bị bắt. Viên đầu tiên trúng bụng vương phi, còn viên thứ hai mới trúng cổ thái tử, phá vỡ tĩnh mạch. Vương phi ngã lăn xuống sàn xe. Thái tử van nài bà cố sống để nuôi hai con rồi ngất lịm đi. Chiếc xe hơi lao hết tốc độ về dinh tỉnh trưởng. Các bác sĩ vội vã chạy đến để cấp cứu nhưng đều bó tay. Ngày hôm sau, chuyến xe lửa tang lễ đến nhà ga và chở thi hài thái tử và vương phi về thủ đô Viên để cử hành tang lễ.
Sau khi bắn chết thái tử, Gavrilo Princip toan rút súng tự tử nhưng một đám đông lớn đã bủa vây hiện trường án mạng, khiến hắn ta không thể nào cử động nổi tay. Song, hắn nhớ ra trong túi vẫn còn viên Xi-a-nua. Hắn nhét vào miệng nhưng không chết, chỉ bị nôn. Hóa ra viên thuốc độc đã hết hạn bao giờ không hay. Hắn liền chạy thật nhanh đến một cây cầu gần đó và quyết định nhảy cầu tự tử nhưng chỉ bị què chân. Cảnh sát sau đó đã bắt được hắn và áp giải hắn tới đồn công an. (Nguồn: Chapter I: Murder in Sarajevo - Cuốn "The war to end all wars" của Russell Freedman)

## Hậu quả

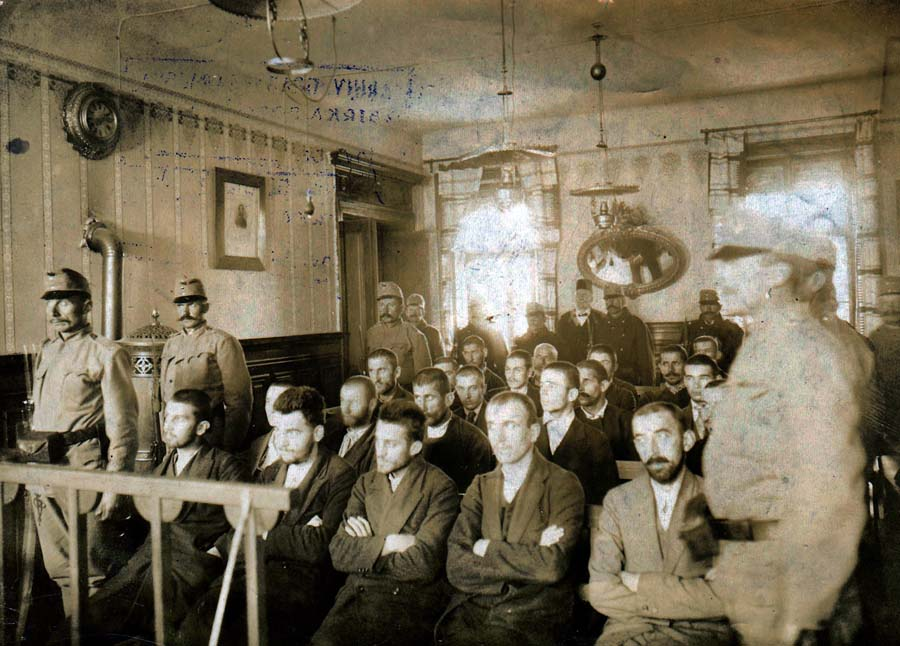
Phiên tòa xét xử vụ ám sát ngày 5 tháng 12 năm 1914

Vụ ám sát người thừa kế của Đế quốc Áo-Hung đã làm bùng nổ thùng thuốc súng chiến tranh ở Balkan. Ngày 23 tháng 7 năm 1914, Đế quốc Áo-Hung gửi Serbia tối hậu thư 10 điều với những điều khoản xâm phạm trắng trợn chủ quyền, độc lập của Serbia. Ngày 25 tháng 7, đúng hạn trả lời tối hậu thư của Đế quốc Áo-Hung, Thủ tướng Serbia là Nikola Pašić (1914 - 1918) đã chuyển bức công hàm trả lời cho đại sứ Áo-Hung là Giesl với lời lẽ hòa nhã trong đó Serbia đồng ý 9 trong 10 điều của bản yêu sách nhưng không chấp nhận để Áo-Hung cử đại diện tiến hành điều tra trên lãnh thổ Serbia về vụ ám sát. Trong nỗ lực ngăn chặn chiến tranh, Serbia đề nghị mang vụ ám sát này ra tòa án quốc tế Den Haag ở Hà Lan xét xử nhưng Áo đã không đồng ý. Ngày 28 tháng 7 năm 1914, Đế quốc Áo-Hung tuyên chiến với Serbia, Chiến tranh thế giới thứ nhất (1914 - 1918) bùng nổ.
Riêng 6 thành viên của Tổ chức Bàn tay đen đã tham gia vụ ám sát thì chịu những mức hình phạt từ 10 đến 20 năm tù. Gavrilo Princip, kẻ trực tiếp bắn chết thái tử Áo-Hung bị tuyên phạt 20 năm tù. Ông qua đời trong tù vì bệnh viêm phổi ngày 28 tháng 4 năm 1918.